# 魏良弼
魏良弼（1492年—1575年），字師說，號水洲，江西南昌府新建縣人，民籍，明朝政治人物、理學家、教育家。

## 生平
正德十一年（1516年）丙子科江西鄉試第三十二名舉人，嘉靖二年（1523年）中式癸未科會試第一百九十六名，三甲第一百六十七名進士。授松陽縣知縣，歷官刑科給事中、戶科右給事中、吏科左給事中、禮科都給事中。曾因直諫屢遭廷杖，然言之愈激。在家鄉的丹陵書院講學達四十二年之久，深得鄉人尊重。隆慶元年（1567年）升太常寺少卿，致仕，萬曆三年（1575年）卒，年八十四。天啟元年（1621年）追諡忠簡。

## 思想
魏良弼受学于王守仁，与钱德洪、陈九川、刘邦采、罗洪先、邹守益等往复论学，联集讲会，阐扬王学。认为良知、天理非二也。为学力主“悟道”。在道德修养上反对时论“多于触处、动念处体认良知”。认为人本得天理良知，但人被习心遮蔽，故不能呈现。强调“良知之学不待教”，要在“四端” 处“扩充”，“以诚身为贵”。

## 著作
著有《水洲文集》，後人撰有《魏水洲先生行略》。

## 家族
曾祖魏重鋐；祖父魏默，光澤縣知縣；父魏槩。母夏氏。重慶下。弟魏良政、魏良器、魏良茂。從兄魏良輔，從弟魏良貴。魏良政、魏良器與魏良貴同為江右王門重要學者。

## 延伸阅读
- 王圻《魏水洲先生小傳》

[在维基数据编辑]
 《明史卷二百〇六》，出自《明史》